# Композиторы Тувы

## История
Подготовительным этапом для развития композиторского творчества в Республике Тыва следует считать период 1940-х гг. , когда для помощи в деле культурного строительства в Тувинскую народную республику (ТНР) приезжали работать такие высокопрофессиональные музыканты из Москвы и Ленинграда, как оркестровые дирижеры Л. И. Израйлевич и Р. Г. Миронович, композиторы А. Н. Аксенов и С. Ф. Кайдан-Дешкин. В числе первых профессиональных композиторов республики — Алексей Чыргал-оол, Ростислав Кенденбиль и Саая Бюрбе, первыми получившие профильное образование в период 1950-х. годов. На основании решения заседания Правления Союза композиторов РСФСР от 1 июня 1978 года и Постановления Министров Тувинской АССР от 23 июня того же года был создан Союз композиторов Тувинской АССР. В составе поначалу всего 5 членов: 4-х композиторов — А. Чыргал-оола, Р. Кенденбиля, Х. Дамба, Б.Нухова 1-го музыковеда — В. Сапельцева.
Первым председателем Союза композиторов Тувинской АССР был избран А. Б. Чыргал-оол, которого в июле 1985 года сменил Р. Д. Кенденбиль, с декабря 1988 г. — Б. Н. Нухов, а с сентября 1989 г. — З. К. Кыргыс.

## Композиторы
- Алексей Боктаевич Чыргал-оол
- Ростислав Докур-оолович Кенденбиль
- Хуреш-оол Кара-Салович Дамба
- Саая Манмырович Бюрбе
- Владимир Салчакович Тока
- Сергей Иванович Бадыраа
- Борис Нургалиевич Нухов

## Композиторы и музыковеды, временно работавшие в Туве
- Алексей Николаевич Аксенов
- Леонид Иосифович Израйлевич
- Ростислав Георгиевич Миронович
- Сергей Федорович Кайдан-Дешкин
- Салим Манусович Крымский
- Александр Петрович Курченко
- Роберт Николаевич Лесников
- Леонид Иванович Карев
- Витольд Леонтьевич Сапельцев

## Примечание
1. 1 2  Карелина, Е. Становление и развитие композиторской организации В Туве / Е. Карелина // Композиторы Тувы : биобиблиограф. указ. — Кызыл, 2017. — Ч.1. — С.3.
2. ↑  Творческая деятельность тувинского композитора Ростислава Докур-ооловича Кенденбиля. gugn.ru. Дата обращения: 27 ноября 2017. Архивировано из оригинала 1 декабря 2017 года.
3. ↑  Композиторы Тувы. Дата обращения: 28 ноября 2017. Архивировано 14 сентября 2018 года.
4. ↑  Музыкальная культура Сибири. Персоналия: Чыргал-оол Алексей Боктаевич (англ.). media-nsglinka.ru. Дата обращения: 27 ноября 2017. Архивировано 1 декабря 2017 года.
5. ↑  Становление и развитие авторской песни в Туве (1921-1944 гг. ). cyberleninka.ru. Дата обращения: 19 октября 2020. Архивировано 22 октября 2020 года.
6. ↑  Екатерина Константиновна Карелина. История тувинской музыки новейшего времени (XX-XXI вв.). — Москва, 2009. Архивировано 20 октября 2020 года.